# District de Hongta
Le district de Hongta (红塔区 ; pinyin : Hóngtǎ Qū) est une subdivision administrative de la province du Yunnan en Chine. Il est placé sous la juridiction de la ville-préfecture de Yuxi.